# Utricularia pubescens
Utricularia pubescens este o specie de plante carnivore din genul Utricularia, familia Lentibulariaceae, ordinul Lamiales, descrisă de James Edward Smith. Conform Catalogue of Life specia Utricularia pubescens nu are subspecii cunoscute.

## Galerie

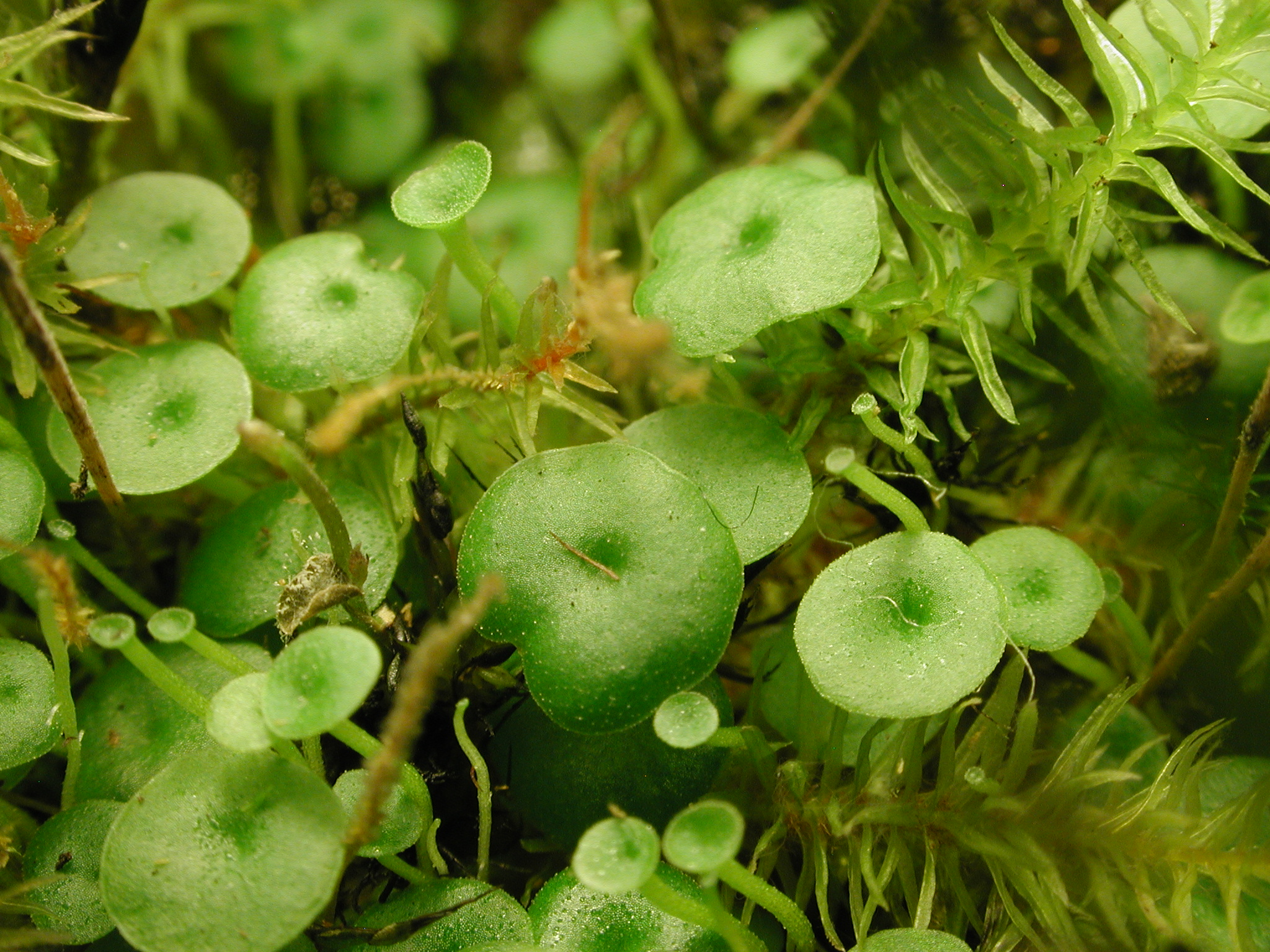